# Johann Wilhelm Ludwig Gleim
Johann Wilhelm Ludwig Gleim (Ermsleben, 2 de abril de 1719-Halberstadt, 18 de febrero de 1803) fue un poeta alemán.
Después de cursar derecho en la Universidad de Halle, se convirtió en secretario del príncipe Guillermo de Brandeburgo-Schwedt en Berlín, donde conoció a Ewald von Kleist, que llegó a ser su amigo devoto. Cuando el príncipe cayó en el asedio de Praga durante la segunda guerra de Silesia, fue nombrado secretario del príncipe Leopoldo de Dessau, pero pronto abandonó su posición, al no ser capaz de soportar su aspereza. Después de residir unos años en Berlín, fue nombrado, en 1747, secretario del cabildo de la catedral de Halberstadt. 
Escribió un gran número de pobres imitaciones de Anacreonte, Horacio y de los trovadores germanos, un poema didáctico titulado Halladat oder das rote Buch (1774) y colecciones de fábulas y novelas. De mayor mérito son sus canciones prusianas Preussische Kriegslieder in den Feldzügen 1756 und 1757 von einem Grenadier (1758). Fueron inspiradas por las campañas de Federico II el Grande. Se distinguen a menudo por un sentimiento genuino y la fuerza vigorosa de su expresión. También son notables por ser las primeras de una larga serie de nobles canciones políticas que más tarde abundarían en la literatura alemana.